# Oh Child
«Oh Child» — песня немецкого диджея и продюсера Робина Шульца и колумбийской латин-поп-группы Piso 21. Она вышла 22 июня 2018 года как пятый сингл его третьего студийного альбома Uncovered. Авторами песни выступили Деннис Бирбродт, Юрген Дор, Гвидо Крамер, Стефан Дабрук, Ричард Бордман, Робин Шульц, Даниэль Бойле, Пабло Боуман, Алехандро Патиньо, Дэвид Эскобар, Хуан Дэвид Кастаньо, Хуан Дэвид Уэртас и Пабло Мехия.

## Музыкальное видео
Музыкальное видео вышло 22 июня 2018 года на YouTube-канале Шульца.

## Список композиций
| №  | Название   | Длительность |
| -- | ---------- | ------------ |
| 1. | «Oh Child» | 3:14         |

| №  | Название                           | Длительность |
| -- | ---------------------------------- | ------------ |
| 1. | «Oh Child» (NERVO & ALIGEE Remix)  | 4:22         |
| 2. | «Oh Child» (Ashworth Remix)        | 2:43         |
| 3. | «Oh Child» (Me & My Monkey Remix)  | 5:51         |
| 4. | «Oh Child» (Mushroom People Remix) | 3:10         |
| 5. | «Oh Child» (LOVRA Remix)           | 4:13         |
| 6. | «Oh Child» (Tocadisco Remix)       | 6:22         |

## Чарты
| Чарт (2018)                                | Высшая позиция |
| ------------------------------------------ | -------------- |
| Австрия (Ö3 Austria Top 40)                | 20             |
| Бельгия/Валлония (Ultratip)                | 22             |
| Германия (GfK)                             | 19             |
| Швейцария (Schweizer Hitparade)            | 84             |
| США (Billboard Hot Dance/Electronic Songs) | 46             |

| Чарт (2018)                      | Позиция |
| -------------------------------- | ------- |
| Germany (Official German Charts) | 96      |

## Сертификации
| Регион                                                                      | Сертификация | Продажи |
| --------------------------------------------------------------------------- | ------------ | ------- |
| Австрия (IFPI Austria)                                                      | Золотой      | 15 000  |
| Канада (Music Canada)                                                       | Золотой      | 40 000  |
| Германия (BVMI)                                                             | Золотой      | 200 000 |
| Данные о продажах + прослушиваниях приведены только на основе сертификации. |              |         |